# Curtis Bernhardt
Curtis Bernhardt, nato Kurt Bernhardt (Worms, 15 aprile 1899 – Pacific Palisades, 22 febbraio 1981) è stato un regista, sceneggiatore, produttore cinematografico e attore tedesco naturalizzato statunitense che, nella seconda parte della sua carriera, lavorò a Hollywood, dove americanizzò il nome da Kurt in Curtis, prendendo la cittadinanza statunitense nel 1946.

## Biografia
Nato a Worms nel 1899 da genitori israeliti, Bernhardt apparve in un film - il suo unico da attore - nel 1913, recitando accanto a Wilhelm Dieterle, un altro cineasta che, come lui, avrebbe lasciato la Germania alla volta di Hollywood. A 18 anni, prima di essere mandato al fronte nel 1916 per combattere a Verdun, studiò recitazione a Magonza. Dopo la guerra, iniziò a recitare a Heidelberg, continuando a studiare, questa volta a Francoforte sul Meno. Nel 1922, entrò a far parte della compagnia del Renaissance-Theater di Berlino e nel 1924 debuttò nella regia, dirigendo la sua prima pellicola, un film contro la guerra che gli era stato commissionato dalla KPD.
Lavorò per diverse case di produzione e collaborò con Carl Zuckmayer - che aveva conosciuto sotto le armi - alla sceneggiatura di Schinderhannes. Il suo ultimo film muto fu, nel 1929, Die Frau, nach der man sich sehnt che aveva come protagonista Marlene Dietrich. Diresse L'ultima compagnia, uno dei primi film sonori tedeschi ambientato al tempo delle guerre napoleoniche che aveva per protagonista la stella dell'UFA Conrad Veidt. Fu l'unica volta che Bernhardt lavorò con la potente società di produzione controllata dallo stato.
Nel 1934, il regista si persuase a lasciare definitivamente la Germania dopo essere stato arrestato dalla Gestapo. Nel 1933, era emigrato in Francia dove diresse Il tunnel, una co-produzione franco-tedesca. Con un permesso speciale, si recò in Germania per girare alcune scene ma, alla fine delle riprese fu denunciato per una sua frase su Horst Wessel, l'autore dell'inno del partito nazionalsocialista, ucciso nel 1930 e considerato una figura simbolica del nazismo.
Prima della guerra, diresse alcuni altri film tra Francia e Inghilterra per poi accettare, nel 1940, un contratto dalla Warner Brothers che gli apriva le porte di Hollywood. Negli Stati Uniti, diresse subito due grandi star, Olivia de Havilland in My Love Came Back e Miriam Hopkins ne La signora dai capelli rossi, film biografico della famosa attrice teatrale Mrs. Leslie Carter. Diresse Ronald Reagan in due film: Million Dollar Baby del 1941 e Juke Girl, del 1942. "Imprestato" alla Paramount, vi girò il non memorabile musical Happy Go Lucky con Dick Powell, Mary Martin e Betty Hutton. Più interessante, invece, pur se in qualche modo artificioso, il suo Nebbie del 1945, che aveva come protagonista Humphrey Bogart.
Bernhardt acquisì la fama di "regista per donne" e diresse dive come Jane Wyman, Barbara Stanwyck, Bette Davis e Joan Crawford. Cambiato il suo nome da Kurt in Curtis, nel 1946 diventò cittadino degli Stati Uniti. Il suo Appassionatamente, una ricostruzione fantasiosa della biografia delle sorelle Brontë, con Olivia de Havilland e Ida Lupino, venne girato prima di Nebbie, ma si aspettarono tre anni prima di farlo uscire nelle sale. Più notevole la prova di L'anima e il volto, dove Bette Davis (anche produttrice) interpretava il doppio ruolo di due gemelle. Nel 1947, il regista diresse Anime in delirio; per il suo ruolo di Louise Howell, un'infermiera dai gravi disturbi mentali, Joan Crawford venne candidata come migliore attrice protagonista ai Premi Oscar 1948 (quell'anno il premio fu vinto da Loretta Young per La moglie celebre).
In seguito, il regista lasciò la WB, firmando con la MGM. Un altro film di Bernhardt che offrì alla sua protagonista Jane Wyman una candidatura all'Oscar fu il melodramma Più forte dell'amore. Bernhardt diresse anche una nuova versione, degna di nota per le lussuose scenografie, de La vedova allegra, con Lana Turner e Fernando Lamas. Un'altra grande star che diresse fu Rita Hayworth, che interpretò la prostituta protagonista di Pioggia, un nuovo adattamento per lo schermo del racconto di W. Somerset Maugham. Si ritirò a vita privata dopo aver diretto il suo ultimo film, Ho sposato 40 milioni di donne. Visse ancora per 17 anni, morendo nella sua casa di Pacific Palisades, in California, il 22 febbraio 1981.

## Vita privata
Bernhardt si sposò una prima volta nel 1936 con la prima ballerina Pearl Argyle (1910–1947) che morì in un incidente d'auto. Dal matrimonio nacquero due figli, Tony e Steven. In seconde nozze, sposò l'attrice Anna-Maria Wickert. Suo figlio Steven Bernhardt (1937–1999) lavorò come produttore e assistente regista.

## Filmografia

### Regista
- Namenlose Helden (1925)
- Qualen der Nacht (1926)
- Die Waise von Lowood (1926)
- Kinderseelen klagen euch an (1927)
- Das Mädchen mit den fünf Nullen (1927)
- Schinderhannes (1928)
- L'ultimo forte (Das letzte Fort) (1929)
- Enigma (Die Frau, nach der man sich sehnt) (1929)
- L'ultima compagnia (Die letzte Kompagnie) (1930)
- L'Homme qui assassina (1931)
- Notti sul Bosforo (Der Mann, der den Mord beging) (1931)
- Il grande agguato (Der Rebell), co-regia di Edwin H. Knopf e Luis Trenker (1932)
- Il tunnel (Der Tunnel) (1933)
- L'oro per la strada (L'Or dans la rue) (1935)
- Le Vagabond bien-aimé (1936)
- L'amato vagabondo (The Beloved Vagabond) (1936)
- Un caso famoso (Carrefour) (1938)
- Notte di dicembre (Nuit de décembre) (1940)
- My Love Came Back (1940)
- La signora dai capelli rossi (Lady with Red Hair) (1940)
- Million Dollar Baby (1941)
- Juke Girl (1942)
- Happy Go Lucky
- Nebbie (Conflict) (1945)
- Quella di cui si mormora (My Reputation) (1946)
- Appassionatamente (Devotion) (1946)
- L'anima e il volto (A Stolen Life) (1946)
- Anime in delirio (Possessed) (1947)
- La muraglia delle tenebre (High Wall) (1947)
- Il dottore e la ragazza (The Doctor and the Girl) (1949)
- L'ambiziosa (Payment on Demand) (1951)
- Damasco '25 (Sirocco) (1951)
- Più forte dell'amore (The Blue Veil) (1951)
- La vedova allegra (The Merry Widow) (1952)
- Pioggia (Miss Sadie Thompson) (1953)
- Lord Brummell (Beau Brummell) (1954)
- Oltre il destino (Interrupted Melody) (1955)
- Gaby (1956)
- Stefanie in Rio (1960)
- Il tiranno di Siracusa, co-regia di Alberto Cardone (1962)
- Ho sposato 40 milioni di donne (Kisser for My President) (1964)

### Sceneggiatore
- Namenlose Helden, regia di Kurt Bernhardt (Curtis Bernhardt) (1925)
- Qualen der Nacht, regia di Kurt Bernhardt (Curtis Bernhardt) (1926)
- Schinderhannes, regia di Kurt Bernhardt (Curtis Bernhardt) (1928)
- Il tunnel (Der Tunnel), regia di Kurt Bernhardt (Curtis Bernhardt) (1933)
- Le Tunnel, regia di Kurt Bernhardt (Curtis Bernhardt) - sceneggiatura (1933)
- Le Vagabond bien-aimé, regia di Kurt Bernhardt (Curtis Bernhardt) (1936)
- L'amato vagabondo (The Beloved Vagabond), regia di Curtis Bernhardt - sceneggiatura, non accreditato (1936)
- Un caso famoso (Carrefour), regia di Kurt Bernhardt (Curtis Bernhardt) - adattamento (1936)
- L'ambiziosa (Payment on Demand), regia di Curtis Bernhardt (1951)
- Es war mir ein Vergnügen, regia di Imo Moszkowicz - storia (1963)